# Vlajka Evenckého autonomního okruhu

Vlajka Evenckého autonomního okruhu (1995–2007)
Poměr stran: 2:3

Vlajka Evenckého autonomního okruhu byla symbolem zaniklého subjektu Ruské federace existujícího v letech 1930–2007. 1. ledna 2007 byl Evencký autonomní okruh (společně s Tajmyrským autonomním okruhem) spojen s Krasnojarským krajem. Vlajka autonomního okruhu byla tvořena listem o poměru stran 2:3 se třemi vodorovnými pruhy (světle modrým, bílým a tmavě modrým) o poměru šířek 27:34:27. Uprostřed bílého pruhu byl tradiční, kulatý, červeno-bíly kobereček, zvaný kumalan (Slunce), s osmi paprsky.
Barvy pruhů symbolizují polární den a polární noc, kobereček symbolizuje Slunce.

## Historie
Evencký autonomní okruh vznikl 10. prosince 1930 jako Evencký národní okruh, který byl 7. října 1977 přejmenován na pozdější název. V sovětské éře okruh neužíval žádnou vlajku. Zákonodáný suglan Evenckého autonomního okruhu přijal vlajku 23. března 1995 ustanovením č. 83-3 „O vlajce Evenckého autonomního okruhu”. V příloze usnesení byl uveden popis vlajky a barevná kresba.
Nově vzniklý Evencký rajón je součástí Krasnojarského kraje a užívá stejnou vlajku.

## Vlajka Tury
Evencký autonomní okruh se členil na 3 rajóny, není známo, že by užívaly své vlajky. Hlavní město Tura získalo svou vlajku až v 4. dubna 2012, tedy po sloučení s Krasnojarským krajem.

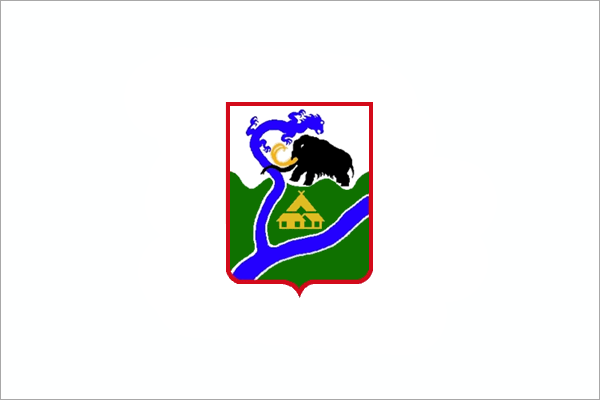
Vlajka Tury Poměr stran: 2:3